# 伴勝久
伴 勝久（ばん かつひさ、1918年（大正7年）9月2日 - 1942年（昭和17年）5月31日）は、日本の海軍軍人。太平洋戦争において特殊潜航艇「甲標的」艇長としてシドニー湾攻撃に参加し、戦死。二階級特進により最終階級は海軍少佐。

## 経歴
伴は愛知県で材木店を営む家の三男として生まれた。父は日露戦争で個人感状、功六級を授けられた陸軍軍曹である。海辺に近く、家業のため馬が身近にいる環境で成長した伴は、活発な幼少期を過ごし、水泳、乗馬を得意としていた。進学した刈谷中学では、サッカー選手であった。中学5年での海兵受験には失敗したが、1年の浪人生活のすえ、海兵と陸士に合格し、海兵進学を選択した。伴は16年ぶりの300人クラスであった海兵68期生であったが、最上級生の海兵65期は鉄拳で68期を鍛え上げ、豊田穣によれば68期は「土方クラス」と呼ばれるようになった。68期生288名は太平洋戦争で200名の戦死者を出し、戦死率は69.4%、2階級特進者は4名で、伴もその一人となる。
海軍将校

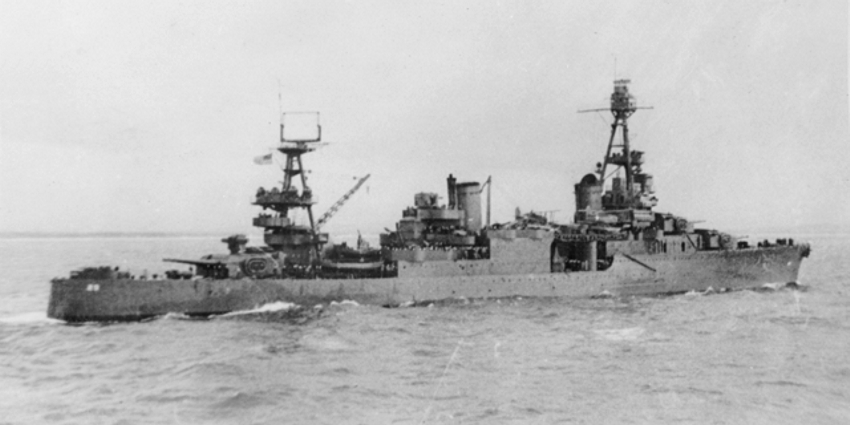
伴艇が雷撃したシカゴ(USS Chicago, CA-29) (1942)

1940年（昭和15年）8月卒業。伴は練習巡洋艦｢香取｣乗組みとして練習艦隊で実務訓練を受けたが、日中戦争等の影響で例年よりも短縮された日程となった。次いで軽巡洋艦｢神通｣乗組みを経て、水上機母艦｢千代田｣ 乗組みを命じられる。｢千代田｣は名目上は水上機母艦であったが、実際は「甲標的」と呼ばれその存在が秘匿されていた特殊潜航艇（以下「特潜」 ）の搭乗員養成を行っていた。伴は岩佐直治や同期生の広尾彰、酒巻和男らと「特潜」艇長要員として訓練を受けていたが、真珠湾攻撃で岩佐、広尾らが戦死し、酒巻は捕虜となった。真珠湾攻撃後、5隻が全艇未帰還という結果であった特潜の港湾進入攻撃に軍令部は消極的であったが、戦訓を取り入れた装備の改善が実施され、「特潜」による第二次攻撃が決定した。伴はその艇長に、艇附として芦辺守（一等兵曹）が選ばれた。他の三人の艇長は松尾敬宇、中馬兼四らである。
シドニー港攻撃

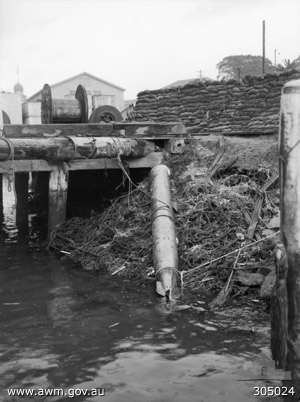
岸に乗りあげ不発であった伴艇が発射した魚雷

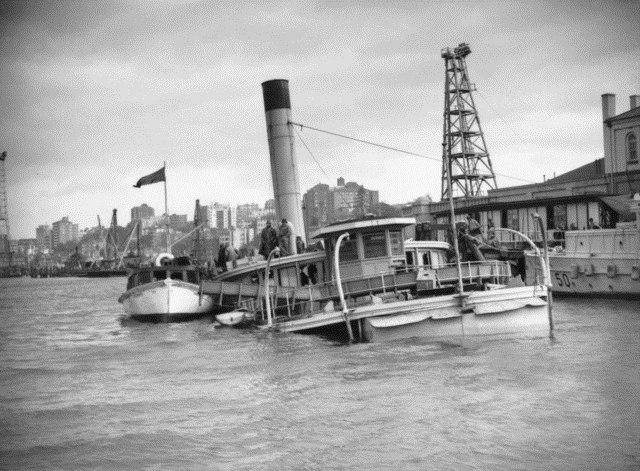
伴艇が発射した魚雷の爆発で沈没した宿泊艦クッタブル（HMAS Kuttabul）

シドニー港攻撃を実施することとなる部隊は、真珠湾攻撃でも「特潜」部隊を率いた佐々木半九大佐を指揮官とし、1942年（昭和17年）4月末から偵察や商船への攻撃を行った。5月23日に実施した潜水艦搭載機の偵察飛行の結果、佐々木大佐は攻撃目標をシドニー港に定め、部隊の集結を命じる。この間「特潜」搭乗員や「特潜」搭載艦はトラック島で待機していたが、4月30日にはソロモン方面へ出撃を命じられ、珊瑚海海戦中は作戦行動をとり伊28を失った。この伊28は伴、芦辺艇を搭載する予定であったため、他の3艦は伴、芦辺艇を残して5月18日にトラックを出撃した。しかし、伊24（花房博志艦長）搭載の「特潜」で電池爆発がおこり、艇長は負傷、艇附は戦死した。このため伊24は伴艇を搭載して再出撃したのである。
1942年（昭和17年）5月31日17時20分、「特潜」3隻はシドニー港外に進出した母潜から出撃した。伊22の松尾敬宇艇、伊27の中馬兼四艇、そして伊24から伴艇という順序である。この「特潜」3隻は、中馬艇が防潜網にスクリューがからまり、中馬と大森猛（艇附）は艇を自爆させ自決した。伴艇は米重巡洋艦シカゴ(USS Chicago, CA-29)に接近しつつあったが、見張員に発見され対空砲による砲撃を受けて損傷する。このため一度退避してから、シカゴに魚雷2本を発射した。1本はシカゴ付近を通過して岸に乗り上げ不発に終わり、他の1本はシカゴとオランダ潜水艦K IX（K IX）の艦底を通過したのち、宿泊艦クッタブル（HMAS Kuttabul）の下で岸壁に当たって爆発。同艦は沈没し、21名（または19名）が戦死した。また、K IXも爆発の衝撃で損傷した。松尾艇は哨戒艇や駆潜艇の攻撃をかわし、出港しようとしていたシカゴの雷撃を図ったが、発射管故障により発射することができず、松尾艇は同艦へ体当たりを行った。しかし小接触におわり、頭部の魚雷は爆発せず、松尾と都竹正雄（艇附）は艇内で自決した。
「特潜」搭載潜水艦は6月3日黎明まで「特潜」の帰還を待ったが、「特潜」3隻はいずれも会同地点に現れず、伴を含む搭乗員6名は全員戦死とされた。松尾艇、中馬艇は豪州海軍が引上げ、4名の遺骨は交換船で日本へ帰国したが、伴艇は港外に脱出したことは確認されたものの、シカゴの機銃掃射による損傷がもとで沈没した。
同期生たちは伴艇が発見された場合にその引上げに協力する準備があり、その一人である豊田穣は現地を訪問したこともあったが、希望を果たせぬまま世を去った。シドニー湾攻撃から64年の時を経た2006年（平成18年）11月、伴と芦辺の乗艇はシドニー湾港外で発見された。

## 芦辺守
伴艇の艇附として戦死した、芦辺守（1917年9月16日生）は和歌山県の出身で、和歌山商業在学中に、明治神宮水泳競技大会で優勝、また海軍入隊後も明治神宮体育大会400M平泳ぎで一等賞を獲得した水泳の名手であった。2階級特進により、最終階級は海軍特務少尉。